# Cyrtophora forbesi
Cyrtophora forbesi är en spindelart som först beskrevs av Tord Tamerlan Teodor Thorell 1890.  Cyrtophora forbesi ingår i släktet Cyrtophora och familjen hjulspindlar. Inga underarter finns listade i Catalogue of Life.